# Zunajnivojsko križanje
Zunajnivojsko križanje je tehnična rešitev križanja dveh ali več prometnih površin na različnih višinah tako, da ni oviran pretok prometa na tranzitni poti. Prometne poti so lahko sestavljene iz kombinacije ceste, pešpoti, železnice, kanalov ali letališke vzletno-pristajalne steze. Mostovi, predori, podvozi, nadvozi ali kombinacija teh predstavljajo del rešitve, zgrajene na križanju prometnih poti v različnih nivojih.

## Ceste
Zunajnivojsko križanje dveh cest je oblikovano kot zunajnivojski priključek na mestu, kjer je treba izvesti prestop iz ene na drugo cesto. Zunajnivojska križanja se načrtujejo predvsem na daljinskih cestah. Na ostalih cestah se predvidijo tam, kjer nivojsko križanje ne zagotovlja predpisanega nivoja uslug. Projektirajo se za hitrost od 40 do 60 km/h. Dimenzije prečnega profila posamezne rampe določajo oblika priključka, prometna obremenitev in projektna hitrost.

### Tipi
Polno nivojsko ločeno križanje
Dve enakovredni cesti se križata v obliki:
- Bodisi trikota ali metulja na dveh ali več nivojih, odvisno od tega, koliko nivojev je v centralni točki križanja
- Deteljice z dodanimi rampami za neposredno priključevanje oziroma ločevanje prometa

Delno ločeno križanje
Gre za povezavo dveh cest, s tem da je le ena v celoti denivelirana (promet teče na njej brez ustavljanja), na drugo pa se promet priključuje preko ramp na nivojsko križišče. Oblike so lahko naslednje:
- Špagetni priključek (razcep)
- Diamant
- Poldeteljica
- Trobenta
- Krožno križišče

- Razcep Tom Moreland v DeKalb County, Georgia
- Priključek v obliki diamanta – Šempeter v Savinjski dolini
- Priključek v obliki poldeteljice – Unec
- Priključek v obliki trobente – Fram
- Krožno križišče Tomačevo v Ljubljani

Druge oblike so primerne, kadar se križajo tri ali več cest. To so lahko:
- Trikot
- Križanje Y
- Poljubna oblika

- Razcep Zadobrova – križanje Y
- Razcep Kozarje – oblika trikota
- Razcep Slivnica – poljubna oblika križanja

### Prednosti
Ceste v različnih nivojih omogočajo prometu svobodno gibanje, z manj prekinitvami in pri višjih hitrostih. Zato se izvennivojska križanja praviloma gradijo na prometnicah višje kategorije (avtocestah, hitrih cestah) ali prometnicah z velikim obsegom tranzitnega prometa. Tako križanje ima manj konfliktnih točk, zato je število prometnih nesreč bistveno manjše kot na klasičnih križiščih. Zato so avtoceste, čeprav imajo višje povprečne hitrosti, bistveno varnejše glede na prevožene razdalje od cest, ki nimajo izvennivojskih križanj oziroma priključevanj.

### Slabosti
Izvennivojska križanja oziroma priključki zavzemajo veliko prostora, so lahko zapletena in draga, zaradi potrebe po večjih objektih, kot so predori, rampe priključkov in podvozi ali nadvozi. Njihova višina je lahko moteča v okolju. V kombinaciji z velikim obsegom prometa, ki ga take ceste privabljajo, so nepriljubljena za lastnike zemljišč in prebivalce. Take rešitve so lahko predmet nasprotovanja lokalnih okolij pri umeščanju v prostor.

## Železnice
Da bi zagotovili povečanje zmogljivosti železnic, je treba ukinjati nivojska križanja s cestami in zgraditi izvennivojska križanja. Tudi več železniških prog, ki se križajo ali razdvajajo, je primerno zgraditi v več nivojih in s tem zagotoviti nemoten potek prometa. To močno izboljša varnost in je ključnega pomena za varno delovanje prog za visoke hitrosti. 
Izvennivojska križanja z železnico zavzamejo manj prostora kot cestni priključki, ker niso potrebne priključevalne rampe. S takimi rešitvami se doseže več izboljšav, kot je negativnih vplivov, tudi zato, ker kakovostne železniške povezave pogosto trajajo veliko dlje v prostoru. Vendar pa posegi zahtevajo veliko inženirskega dela in je gradnja zelo draga in zamudna.